# Slawik Kryklywyj

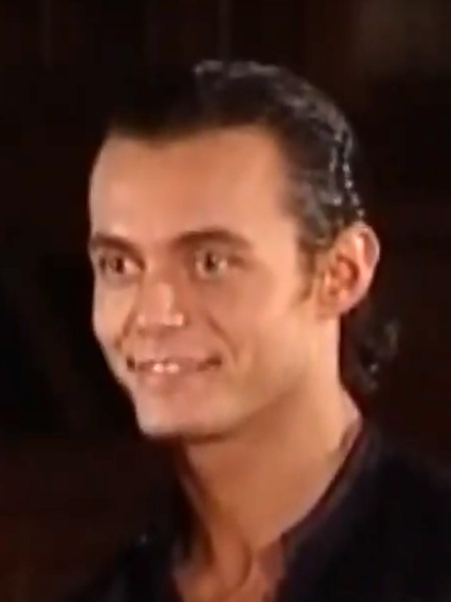
Slawik Kryklywyj, 2019

Wjatscheslaw Leonidowytsch Kryklywyj (Künstlername Slawik Kryklywyj, ukrainisch Вячеслав Леонідович Крикливий, wiss. Transliteration Vjačeslav Leonidovyč Kryklyvyj, geb. 1. Juli 1976 in Saporischschja, Ukrainische SSR, Sowjetunion) ist ein professioneller Gesellschaftstänzer, der sich auf Lateinamerikanische Tänze spezialisiert hat. Er ist in der Ukraine geboren und aufgewachsen und lebt derzeit in New York City.

## Karriere
Kryklywyj wurde zusammen mit Joanna Leunis Amateur-Weltmeister in Lateinamerikanischen Tänzen. Im Jahr 2000 belegte das Paar den ersten Platz bei der IDSF Weltmeisterschaft der Amateure Latein, den British Open (Blackpool), der ARD Masters Gala (Deutschland) und der IDSF Europameisterschaft Latein. Kryklywyj und Leunis waren die ersten Amateur-Latein-Weltmeister des neuen Jahrtausends.
Nachdem Kryklywyj Profitänzer geworden war, war seine längste und erfolgreichste Partnerschaft die mit Karyna Smyrnoff, mit der er zum zweitbesten Paar der Welt wurde, hinter den neunmaligen WDC-Weltmeistern Bryan Watson und Carmen Vincelj. Kryklywyj und Smyrnoff trennten sich im Jahr 2005. Kryklywyj und seine damalige Partnerin Smyrnoff waren in dem Film Darf ich bitten? zu sehen. Kryklywyj wurde als aktuelle Blackpool-Partnerin von Paulina (Jennifer Lopez) und als Tanzlehrer genannt.
Nach der Partnerschaft mit Smyrnoff tat er sich mit Jelena Chworowa zusammen. Sie belegten bei den Weltmeisterschaften 2006 und 2007 den zweiten Platz, aber ihre Ergebnisse waren nicht so gut wie Kryklywyjs frühere Platzierungen mit Smirnoff; seine ehemalige Partnerin Joanna Leunis begann, sie mit ihrem Partner Michael Malitowski zu schlagen. Wahrscheinlich führte dies zur Trennung des Paares.
Danach hatte er eine kurzlebige Partnerschaft mit Hanna Karttunen, die nach ihrer erfolgreichen Karriere mit Paul Killick bereits im Ruhestand war. Bis zu ihrem Rücktritt waren sie Zweite hinter Watson und Vincelj und vor Kryklywyj und Smirnoff. 2008 bestätigte Karttunen, dass sie wieder mit Kryklywyj auf dem Parkett stehen werde, aber die UK Open Championship 2009 war für beide eine große Enttäuschung. Das Paar belegte den 6. Platz, während die Sieger Malitowski und Leunis hießen.
In den Jahren 2009–2010 vertrat Slawik Kryklywyj zusammen mit Anna Melnikowa, der damaligen Amateur-Lateinmeisterin, Russland auf der internationalen Bühne. Kryklywyj und Melnikowa waren als Show-Performer zu Gast. Das Paar war Gegenstand des Dokumentarfilms Ballroom Dancer, bei dem Christian Holten Bonke und Andreas Koefoed Regie führten.
Es war wahrscheinlich Kryklywyjs letzte Chance, die Spitze zu erreichen, aber er und Melnikowa konnten die Herausforderung nicht meistern. Sie wurden 3. bei der European Professional Latin Championship und belegten den 5. Platz in Blackpool und bei den UK Open. Nachdem sie sich 2010 getrennt hatten, begann Kryklywyj mit Darja Tschesnokowa zu trainieren, aber sie schafften es nicht, sich auf einem Turnier vorzustellen.
Im Herbst 2012 wurde bekannt gegeben, dass Kryklywyj mit Jekaterina Lapajewa tanzen würde. Ihr Debüt wurde für die britischen Meisterschaften im Januar 2013 angekündigt. Am 22. November 2012 gab Lapajewa jedoch bekannt, dass sie sich aus dem professionellen Tanzsport zurückziehen werde.
Im April 2014 kam Kryklywyj wieder mit seiner ehemaligen Partnerin Karyna Smyrnoff zusammen, um bei Dance Legends aufzutreten. Seitdem ist das Paar gelegentlich bei verschiedenen Veranstaltungen und Shows aufgetreten.

## Filme
- 2004, Darf ich bitten?
- 2002, Ballroom Dancer[4]